# Naide Gomes

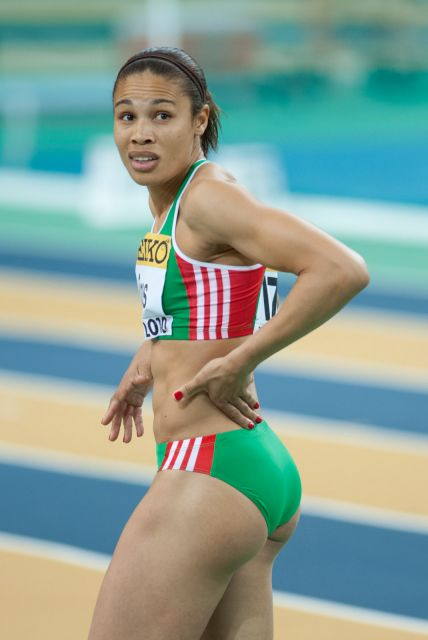
Naide Gomes podczas halowych mistrzostw świata w Dosze (2010)

Naide Gomes właściwie Enezenaide do Rosario da Vera Cruz Gomes (ur. 20 listopada 1979) – portugalska wieloboistka pochodząca z Wysp Świętego Tomasza i Książęcej ostatnio występująca i odnosząca sukcesy w skoku w dal.
Do 22 maja 2001 startowała w barwach Wyspy Świętego Tomasza i Książęcej. Trzykrotna uczestniczka igrzysk olimpijskich (Sydney 2000, Ateny 2004 i Pekin 2008). Pierwotnie startowała w wielobojach zdobywając w tej konkurencji medale halowych mistrzostw świata oraz halowych mistrzostw Europy. Od 2005 roku zaprzestała startów wielobojowych i skupiła się tylko na skoku w dal. Medalistka m.in. mistrzostw Europy w tej konkurencji. Reprezentantka Portugalii w pucharze Europy oraz w drużynowych mistrzostwa Europy. Wielokrotnie stawała na podium krajowego czempionatu zdobywając medale w różnych konkurencjach.

## Osiągnięcia
| Rok  | Zawody                                  | Miejsce      | Pozycja    | Konkurencja                |                                   |
| ---- | --------------------------------------- | ------------ | ---------- | -------------------------- | --------------------------------- |
| 1999 | Igrzyska afrykańskie                    | Johannesburg | 5          | siedmiobój                 | Wyspy Świętego Tomasza i Książęca |
| 2000 | Igrzyska olimpijskie                    | Sydney       | eliminacje | bieg na 100 m przez płotki | Wyspy Świętego Tomasza i Książęca |
| 2002 | Halowe mistrzostwa Europy               | Wiedeń       | 2          | pięciobój                  | Portugalia                        |
| 2002 | Mistrzostwa Europy                      | Monachium    | 18         | siedmiobój                 | Portugalia                        |
| 2004 | Halowe mistrzostwa świata               | Budapeszt    | 1          | pięciobój                  | Portugalia                        |
| 2004 | Mistrzostwa Iber-Amerykańskie           | Huelva       | 11         | pchnięcie kulą             | Portugalia                        |
| 2005 | Halowe mistrzostwa Europy               | Madryt       | 1          | skok w dal                 | Portugalia                        |
| 2005 | Uniwersjada                             | Izmir        | 2          | skok w dal                 | Portugalia                        |
| 2005 | Mistrzostwa świata                      | Helsinki     | 7          | siedmiobój                 | Portugalia                        |
| 2005 | Mistrzostwa świata                      | Helsinki     | eliminacje | skok w dal                 | Portugalia                        |
| 2006 | Halowe mistrzostwa świata               | Moskwa       | 2          | skok w dal                 | Portugalia                        |
| 2006 | I liga pucharu Europy                   | Saloniki     | 2          | skok w dal                 | Portugalia                        |
| 2006 | I liga pucharu Europy                   | Saloniki     | 6          | trójskok                   | Portugalia                        |
| 2006 | Mistrzostwa Europy                      | Göteborg     | 2          | skok w dal                 | Portugalia                        |
| 2006 | Puchar świata                           | Ateny        | 2          | skok w dal                 |                                   |
| 2007 | Halowe mistrzostwa Europy               | Birmingham   | 1          | skok w dal                 | Portugalia                        |
| 2007 | Mistrzostwa świata                      | Osaka        | 4          | skok w dal                 | Portugalia                        |
| 2008 | Halowe mistrzostwa świata               | Walencja     | 1          | skok w dal                 | Portugalia                        |
| 2008 | Igrzyska olimpijskie                    | Pekin        | eliminacje | skok w dal                 | Portugalia                        |
| 2008 | Światowy finał lekkoatletyczny IAAF     | Stuttgart    | 1          | skok w dal                 | Portugalia                        |
| 2009 | Igrzyska Luzofonii                      | Lizbona      | 1          | skok w dal                 | Portugalia                        |
| 2009 | Superliga drużynowych mistrzostw Europy | Leiria       | 1          | skok w dal                 | Portugalia                        |
| 2009 | Mistrzostwa Świata w Lekkoatletyce 2009 | Berlin       | 4          | skok w dal                 | Portugalia                        |
| 2010 | Halowe mistrzostwa świata               | Doha         | 2          | skok w dal                 | Portugalia                        |
| 2010 | I ligi drużynowych mistrzostw Europy    | Budapeszt    | 1          | skok w dal                 | Portugalia                        |
| 2010 | Mistrzostwa Europy                      | Barcelona    | 2          | skok w dal                 | Portugalia                        |
| 2010 | Puchar interkontynentalny               | Split        | 5          | skok w dal                 |                                   |
| 2011 | Halowe mistrzostwa Europy               | Paryż        | 2          | skok w dal                 | Portugalia                        |
| 2011 | Superliga drużynowych mistrzostw Europy | Sztokholm    | 4          | skok w dal                 | Portugalia                        |

## Rekordy życiowe
- 100 m – 12,56 s
- 200 m – 24,87 s
- 800 m – 2:16,31
- 100 m ppł – 13,50 s
- skok wzwyż (hala) – 1,88 m
- skok w dal – 7,12 m
- pchnięcie kulą (hala) – 15,08 m
- rzut oszczepem – 42,86 m
- rzut dyskiem – 35,28 m
- siedmiobój – 6230 pkt
- pięciobój – 4759 pkt